# Oscar Vicich
Oscarre Vicich, detto Oscar (Fiume, 26 giugno 1922 – Udine, 17 febbraio 1994), è stato un calciatore italiano, di ruolo terzino.

## Carriera
Nella stagione 1942-1943 disputa il campionato di Serie C nelle file dei Magazzini Generali di Fiume, all'epoca provincia italiana. Dopo la fine della seconda guerra mondiale e la conseguente occupazione del territorio giuliano dalmata da parte della nuova Jugoslavia socialista di Tito, Vicich milita nel Gruppo Sportivo Magazzini Generali Fiume, inserito nel campionato jugoslavo.
Nel 1946 torna in Italia per militare nella Juventus, con cui disputa da terzino destro titolare (23 presenze e una rete in occasione della vittoria interna sull'Atalanta) la stagione 1946-1947, chiusa dai bianconeri al secondo posto.
Nel 1947 passa alla Sampdoria, con cui disputa due stagioni, la prima alternandosi nel ruolo di terzino con Marco Borrini e la seconda come rincalzo (4 sole presenze). Nel 1949 viene ceduto all'Udinese, con cui disputa 40 dei 42 incontri del campionato di Serie B 1949-1950, conclusosi con la promozione in Serie A dei friulani. Resta coi bianconeri per altre tre stagioni in massima serie, anche se nell'ultima di esse non scende mai in campo.
In carriera ha totalizzato complessivamente 106 presenze e una rete in Serie A, e 40 presenze in Serie B.